# 아시아코끼리
아시아코끼리(학명: Elephas maximus)는 코끼리의 일종 으로아시아코끼리속(Elephas)에 속한 종 중 현존하는 유일한 종이다. 아시아의 인도·네팔·방글라데시·스리랑카·인도차이나 반도·인도네시아 군도 등지에 서식한다. 중국의 일부 남부 지방에서도 서식하나 이들은 모두 중국코끼리가 아닌 인도코끼리들이다. 현재 4종류의 아종이 남아 있으며 또다른 아종인 시리아코끼리와 중국코끼리는 멸종하여 기록상으로만 그 모습이 남아있다.
1986년부터 IUCN 적색 목록에 기재된 멸종위기종이며, 즉시 관련 상품 거래가 중단되어야 할 동물들의 목록인 멸종위기에 처한 야생동·식물의 국제거래에 관한 협약 부속서 Ⅰ의 명단에도 올라와 있다. 60-75년간 개체 수의 50%가 사라졌다고 추정되며 서식지 파괴와 기후변화, 밀렵 등이 원인이다. 2003년 조사에서는 야생 개체가 41,410-52,345마리 사이라고 발표하였다. 삼림 환경을 다소 재현한 사육 환경에서 암컷 기준으로 약 60년을 살며, 동물원에서는 그보다 더 일찍 죽는다. 높지 않은 번식률과 높은 사망률 때문에 사육되는 개체가 점점 줄어드는 추세이다.
아시아코끼리속은 본래 사하라 이남 아프리카가 본류이며 플리오세에 아프리카 전 대륙에 걸쳐 번성했다. 남아시아와 동남아시아로 서식지가 넘어간 것은 그 뒤의 일이다. 기원전 3세기 인더스 문명에서 처음으로 길들여 사용한 흔적이 조각 기록으로 남아 있다.
아프리카코끼리에 비해 성질이 온순해서 동물원에 있는 코끼리는 대부분 아시아코끼리다.

## 분류

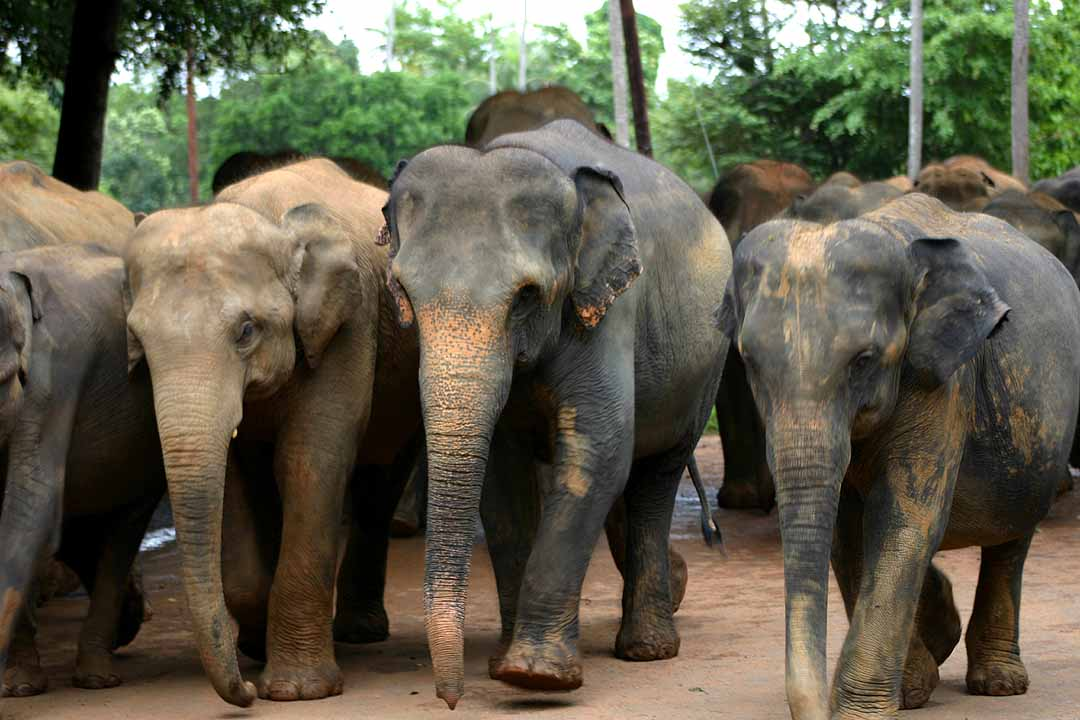
스리랑카코끼리

칼 폰 린네가 1758년 아시아코끼리속을 정의하고 실론섬에서 확인된 아시아코끼리 표본을 묘사하여 엘레파스 막시무스(Elephas maximus)라는 학명을 부여했다. 또 1798년 조르주 퀴비에는 인도에서 확인된 아시아코끼리에 엘레파스 인디쿠스(Elephas indicus)라는 학명을 붙였으며, 콘라드 야콥 테민크가 1847년 수마트라섬의 아시아코끼리에게 또다른 학명 엘레파스 수마트라누스(Elephas sumatranus)을 붙였다. 훗날 1940년 프레드릭 너터 체이슨이 다시 이 세 종을 모두 아시아코끼리의 아종으로 분류했다. 현재 이 세 종은 아시아코끼리의 아종인 스리랑카코끼리·인도코끼리·수마트라코끼리로 분류된다.
1950년 폴즈 에드워드 피에리스 데라니야갈라가 또다른 아종인 보르네오코끼리에 엘레파스 막시무스 보르네엔시스(Elephas maximus borneensis)라고 학명을 붙었다. 다른 아종들보다 몸집이 작지만 귀가 크고 꼬리가 길며 상아가 곧은 것이 특징인 보르네오코끼리는 유전자 분석 결과 아시아 본토의 아시아코끼리들과 300,000년 전에 분리된 것으로 확인되었다. 베트남과 라오스에 살고 있는 개체들 역시 또다른 아종일 가능성이 제기되고 있다. 또한, 멸종된 시리아코끼리·중국코끼리는 아시아코끼리의 아종이었던 것으로 여겨진다.

## 특징

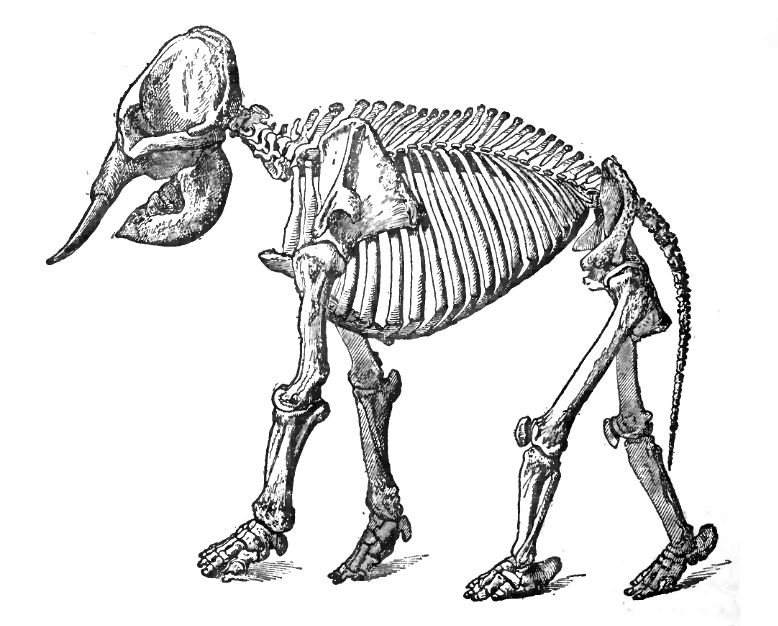
아시아코끼리의 골격

보통은 아프리카코끼리에 비하여 몸집이 작지만, 여전히 육상 포유류 가운데에서는 둘째가는 크기이다. 정수리에서 재었을 때 체고가 가장 높으며 등은 볼록하거나 평평한 형태를 띠고 있다. 상대적으로 작은 귀는 등에서 목을 따라 비스듬하게 붙어 있다. 갈비뼈는 20쌍이고, 꼬리등뼈는 34개이다. 아프리카코끼리에 비해서는 발이 더 뾰족하고 윤곽이 뚜렷하게 보이는 편으로 앞발은 발가락이 5개이고 뒷발은 4개이다.

### 크기
평균적으로 수컷의 어깨 높이는 2.75m이고 몸무게는 4-5.4t이며, 암컷의 경우 어깨 높이 2.4m에 몸무게 2.7t으로 대개 수컷이 더 크다. 전두부와 상아까지 합쳐 잰 몸길이는 5.5-6.5m에 달하며 꼬리 길이는 1.2-1.5m이다. 지금까지 기록된 개체 중 가장 컸던 개체는 1924년 인도의 아삼 주에서 사냥된 것으로 몸무게 7t에 어깨 높이는 3.43m에 달했으며 몸길이는 8.06m에 이르렀다. 가장 몸집이 큰 아종은 인도코끼리이며, 반면에 가장 작은 아종은 보르네오코끼리이다.

### 코

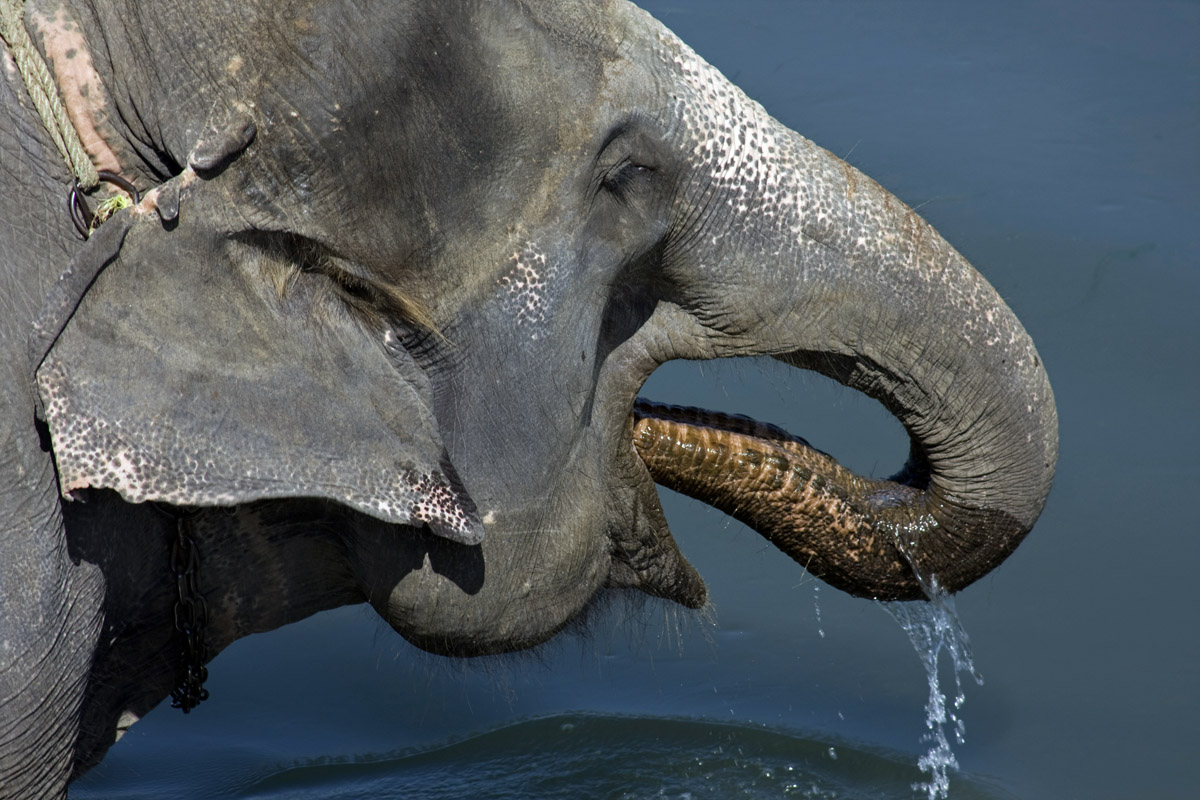
코를 사용해 물을 마시는 아시아코끼리

가장 큰 특징 중 하나인 코는 아프리카코끼리의 코처럼 코와 윗입술이 합쳐져서 길이가 늘어난 것이다. 끄트머리에는 물건을 잡을 수 있도록 된 근육 돌기와 콧구멍이 있다. 코 하나에만 6만 개가 넘는 근육이 움직이고 있는데, 크게 전·측·후방으로 얄팍하게 펼쳐진 세로근과 주축을 이루는 근섬유 여러 다발으로 이루어져 있다.

### 상아
윗입술 맨 가를 뚫고 나와 있는 상아는 아시아코끼리가 지하수·염분을 얻기 위하여 구멍을 파거나, 나무뿌리를 뽑거나, 공격·방어하거나, 표식을 남기거나, 그 밖에도 여러 가지 쓰임새로 사용하는 유용한 도구이다. 인간에게 오른손잡이와 왼손잡이가 있듯 코끼리에게도 오른쪽 상아를 더 많이 쓰는 개체와 왼쪽 상아를 더 선호하는 개체가 나뉜다.
수컷의 엄니가 최대 2.1m, 52kg의 기록이 있지만, 긴 엄니를 가진 개체는 전체의 약 10% 정도이다. 암컷은 간혹 아주 짧은 상아가 있는 것이 있으나 대부분은 없다.
몸은 엷은 회색을 띠고, 분홍색 또는 흰색 반점이 있다. 귀 바로 위 앞머리가 좌우로 혹처럼 불룩 솟았다. 귀는 아프리카코끼리의 절반 정도로 어깨를 덮지 못한다. 아시아코끼리도 대부분 수컷은 1-1.5m 되는 상아가 있지만 없는 종류도 있다. 아프리카코끼리보다 코의 피부가 부드럽고, 코끝의 살덩어리는 한 개뿐이다.

## 습성
널리 가축화되어 남아시아와 동남아시아에서 임업과 행사 등에 이용되어왔다. 20마리 이상의 무리를 이루며 낮에 휴식을 취하고 밤에 먹이를 먹는다.
벵골호랑이나 표범 그리고 승냥이 같은 포식자들이 성체 수컷 아시아코끼리 근처에 접근하지 못한다.

## 아종
아시아코끼리는 아시아코끼리속에 속하는 유일한 종이다.(현존 4 아종, 멸종 3 아종)
- 아시아코끼리 (Elephas maximus)
  - 인도코끼리 (Elephas maximus indicus)
  - 스리랑카코끼리 (Elephas maximus maximus)
  - 수마트라코끼리 (Elephas maximus sumatrensis)
  - 보르네오코끼리 (Elephas maximus borneensis)
  - † 시리아코끼리 (Elephas maximus asurus)
  - † 중국코끼리 (Elephas maximus rubridens)
  - † 자바코끼리 (Elephas maximus sondaicus)

## 같이 보기
- 멸종위기종
- 전투 코끼리
- 흰 코끼리